# Maud Adams
Pour l'actrice américaine célèbre pour son interprétation de Peter Pan, voir Maude Adams.
Pour les articles homonymes, voir Adams.
Maud Wikström, connue sous le nom de Maud Adams, est une actrice et mannequin suédoise, née le 12 février 1945 à Luleå.
Elle est surtout connue pour ses deux rôles différents de James Bond girl dans L'Homme au pistolet d'or (1974) et dans Octopussy (1983). Elle a également eu un caméo dans Dangereusement vôtre (1985).

## Biographie
Maud Adams est découverte en 1963 dans un magasin par un photographe qui veut la prendre en photo, photo qu'il soumet à la candidature de Miss Suède organisé par le magazine Allers. Sa carrière de mannequin commence dès lors. Elle part à Paris et plus tard New York pour travailler avec Eileen Ford. À l'époque, elle était un des mannequins les mieux payés au monde. Sa carrière d'actrice débute en 1970 dans le film The Boys in the Band, dans lequel elle joue un top-model. De 1966 à 1975, elle est mariée au photographe Roy Adams ; elle conserve ensuite son nom d'épouse dans ses activités professionnelles.
Dans les années 1970, elle fait des apparitions dans des séries américaines telles que Hawaï police d'État, Kojak et Starsky et Hutch.
Elle a présenté une émission sur la télévision suédoise en 1994, Kafé Luleå et a joué un rôle invité dans une sitcom suédoise Vita lögner en 1998.

## Filmographie

### Cinéma
- 1970 : Les Garçons de la bande (The Boys in the Band) : Une top model
- 1971 : The Christian Licorice Store (en) de James Frawley : Cynthia
- 1972 : Mahoney's Estate : Miriam
- 1973 : La Fille en bleu (U-Turn) : Paula / Tracy
- 1974 : L'Homme au pistolet d'or (The Man with the Golden Gun) : Andrea Anders
- 1975 : Rollerball : Ella
- 1976 : Les Mercenaires (Killer Force) : Clare
- 1976 : L'Homme sans pitié (Genova a mano armata) : Marta Mayer
- 1979 : Laura, les ombres de l'été : Sarah Moore
- 1981 : Tattoo : Maddy
- 1982 : Jugando con la muerte : Carmen
- 1983 : Octopussy : Octopussy
- 1985 : Dangereusement vôtre : une femme dans la foule du « Quai des pêcheurs » à San Francisco[1]  (caméo non crédité)
- 1986 : Hell Hunters : Amanda
- 1987 : Jane et la Cité perdue (Jane and the Lost City) : Lola Pagola
- 1987 : The Women's Club : Angie
- 1988 : Angel III: The Final Chapter : Nadine
- 1989 : Deadly Intent : Elise Marlowe
- 1989 : La Nuit du sérail (The Favorite) de Jack Smight : Sineperver
- 1989 : Pasion de Hombre : Susana
- 1989 : The Kill Reflex : Crystal Tarver
- 1990 : Douce nuit, sanglante nuit 4 : L'Initiation (Initiation: Silent Night, Deadly Night 4) : Fima
- 2008 : The Seekers : Ella Swanson

### Télévision
- 1971 : Love, American Style (série télévisée) : Melba Wilde
- 1977 : Kojak (série télévisée) : Elenor Martinson
- 1977 : Hawaï police d'État (Hawaii Five-O) (série télévisée) : Maria Noble
- 1978 : Starsky et Hutch (série télévisée) : Kate Larrabee
- 1978 : Big Bob Johnson and His Fantastic Speed Circus (Téléfilm) : Vikki Lee Sanchez
- 1978 : Switch (série télévisée) : Ava
- 1980 : La Tour Eiffel en otage (The Hostage Tower) (Téléfilm) : Sabrina Carver
- 1980 : Sursis pour l'orchestre (Playing for Time) (Téléfilm) : Mala
- 1982 : Chicago Story (série télévisée) : Dr Judith Bergstrom
- 1983-1984 : Scandales à l'Amirauté (série télévisée) : Maggie Farrell
- 1984 : Nairobi Affair (Téléfilm) : Anne Malone
- 1986 : Blacke's Magic (en) (série télévisée) : Andrea Starr
- 1986 : Hôtel (série télévisée) : Kay Radcliff
- 1988 : La Mort mystérieuse de Nina Chéreau : Ariel Dubois
- 1989 : Mission impossible, 20 ans après (série télévisée) : Catherine Balzac
- 1993 : Perry Mason : Les Dames de cœur (A Perry Mason Mystery: The Case of the Wicked Wives) (Téléfilm) : Shelly Talbot Morrison
- 1995 et 1997 : Radioskugga (série télévisée) : Sœur Katarina
- 1996 : Walker, Texas Ranger (série télévisée) : Simone Deschamps
- 1996 : Déclic charnel (Ringer) (Téléfilm) : Leslie Polokoff
- 1998 : Vita lögner (série télévisée) : Ellinor Malm
- 2000 : That '70s Show (série télévisée) : Holly